# 九月事件
九月事件（羅馬化：Bakvi hayeri kotorats，直译：「1918年巴庫亞美尼亞人屠殺」）是1918年9月俄國內戰期間巴庫的亞美尼亞人被屠殺的事件。高加索伊斯蘭軍攻佔巴庫後，與當地亞塞拜然合作者屠殺了上萬名亞美尼亞人，巴庫並成為新成立的亞塞拜然民主共和國首都。許多數據估計有約1萬名亞美尼亞人遇難，也有觀點認為遇難者多達3萬人:227，另外還有大量亞美尼亞人遭驅逐出境。葉里溫亞美尼亞種族滅絕博物館資料顯示1918年巴庫原有88,673名亞美尼亞人，其中29,063人在此事件中被殺，另有約9000人被送往穆甘平原強制勞動，且大多在當地死亡。
有學者認為九月事件是對同年三月事件中亞美尼亞革命聯盟與布爾什維克軍隊屠殺巴庫亞塞拜然人的報復行動。此事件為第一次世界大戰中的最後一起重大屠殺。